# Хрещатое (Полтавская область)
Хрещатое (укр. Хрещате) — село,
Калениковский сельский совет,
Решетиловский район,
Полтавская область,
Украина.
Код КОАТУУ — 5324281304. Население по переписи 2001 года составляло 262 человека.

## Географическое положение
Село Хрещатое находится между реками Псёл и Говтва (6-7 км),
в 2-х км от села Паненки.
По селу протекает пересыхающий ручей с запрудой.

## Экономика
- Молочно-товарная ферма.

## Известные жители и уроженцы
- Костенко, Иван Афанасьевич (род. 1940) — Герой Социалистического Труда.